# Echidnophora dondroi
Echidnophora dondroi är en tvåvingeart som beskrevs av Ronald Henry Lambert Disney 1995. Echidnophora dondroi ingår i släktet Echidnophora och familjen puckelflugor. Inga underarter finns listade i Catalogue of Life.